# В. Высоцкий и Ко
Wissotzky Tea (историческое название: «В. Высоцкий и Ко») — компания, торгующая чаем.
Основана в Российской империи в середине XIX века, где была одной из крупнейших чаеторговых фирм, наряду с товариществом «Преемник Алексея Губкина А. Кузнецов и Ко». Товарищество находилось в Лубянско-Ильинских торговых помещениях в Москве. Чаеразвесочная фабрика и её склады находились на Нижней Красносельской улице, дома 57 и 61 и на Ольховской улице, дом 18, в Москве. Основной деятельностью торгового дома была оптовая торговля чаем, в основном «кантонским» — чаем, транспортировка которого осуществляется по воде, в отличие от «караванного чая», который транспортировали по суше.
Во время революции российская часть была национализирована, но зарубежная осталась. Ныне компания работает в Нью-Йорке (США).

## История
Основатель фирмы — Вульф Янкелевич (Калонимус) Высоцкий, уроженец литовского города Жагаре. В конце 1840-х годов Высоцкий перебрался в Москву, поселился в Зарядье и начал работать у крупного чаеторговца Петра Боткина. Вскоре Высоцкий основал свое дело.
По разным данным, чаеторговая компания была основана в 1849, 1858 или 1876 году, под названием «В. Высоцкий». В 1881 году предприятие переформировано в торговый дом «В. Высоцкий с сыном». В начале 1890-х годов открыты отделения в Одессе и в Симферополе.
В 1898 году компания была реорганизована в товарищество «В. Высоцкий и Ко» с паевым капиталом 1,5 миллиона рублей. Паями владели семьи: Высоцких, Гавронских, Гоцов и Цетлиных (три дочери Вульфа, их мужья и дети, см. Высоцкие (купцы)). Инвесторами были купец 2-й гильдии из Москвы Е. Ш. Цетлин и Л. М. Гавронская купеческая жена из Симферополя. Директор-распорядитель — В. Я. Высоцкий. К тому времени, в Москве и других городах открыто 6 чаеразвесочных фабрик. Чай покупали в Китае, Индии, на острове Цейлон и Ява. В 1900 году инвестиции увеличены до 3 миллионов рублей.
К 1904 году компания расширила свою деятельность за пределы России — в Германии, Франции, США и Канаде. После смерти в этом году Вульфа Высоцкого компании возглавил его сын Давид Высоцкий. В 1907 году он создал «Англо-азиатскую компанию» (англ. The Anglo-Asiatic Company Limited) с головным офисом в Лондоне, управляемую Ахад-ха-Амом, еврейским писателем и философом.
В 1913 году паевой капитал был равен 10 миллионов рублей, в 1914 году — 12,1 миллионов рублей. Товарищество имело акции: Русского торгово-промышленного банка и Московского банка. Также торговали чаем с торговым домом «Д. Высоцкий и Р. Гоц и Ко».
После Октябрьской революции 1917 года компания была национализирована, в сентябре 1919 года все российские склады и фабрики отданы «Центрочаю».
После Октябрьской революции в Советской России ходила антисемитская поговорка: «Чай Высоцкого, сахар Бродского, а Россия Троцкого».

## После революции
Когда компания прекратила свою деятельность в России, Давид Высоцкий с семьёй эмигрировал, жил в Европе и США, открыл новые филиалы в странах Европы. Подразделением в Данциге (Польша) руководили Александр Чмерлинг и Соломон Зайдлер — чайный специалист и отпрыск семьи Высоцких. В 1936 году Симон Зайдлер, сын Соломона, почувствовав надвигающуюся опасность войны, уехал из Польши в Палестину. В последующие годы многие члены семьи Высоцких погибли в Холокосте и компания потеряла свои активы в Европе. В 1945 году продолжатели семьи владели англо-азиатской частью компании, которая прекратила своё существование после смерти в 1950 году в автокатастрофе одного из членов семьи — Бориса Лурье (который был женат на дочери Давида Высоцкого.
В настоящее время единственным предприятием некогда огромной компании осталась семейная фирма в Израиле, которую возглавляет Шалом Зайдлер (род. 1946), потомок Симона Зайдлера. Главная контора компании находится в Тель-Авиве, производство осуществляется на современной фабрике в Галилее, где работают около 400 человек. Компания занимает 76 % местного рынка чая и экспортирует свою продукцию во многие страны мира — в Канаду, Великобританию, Австралию, Японию, Южную Корею, Венгрию, Россию, на Украину и в США. Диверсифицировав свой бизнес, компания занимается производством оливкового масла и образовала Wissotzky Group (для гурманов и любителей деликатесов).

## В массовой культуре
- В повести «Самая лёгкая лодка в мире» российского писателя Юрия Коваля, действие которой происходит в 1970-е годы, герои находят бамбук для постройки лодки в заброшенном доме в центре Москвы, где ранее располагался склад чайной компании «В. Высоцкий и Ко».